# Йохан Филип II фон Лайнинген-Дагсбург-Харденбург
Йохан Филип II фон Лайнинген-Дагсбург-Харденбург (на немски: Johann Philipp II von Leiningen-Dachsburg-Hardenburg; * 26 април 1588 в замък Харденбург, Бад Дюркхайм; † 25 май 1643 в Харденбург) е граф на Лайнинген-Дагсбург-Харденбург.
Той е големият син на граф Емих XII фон Лайнинген-Дагсбург-Харденбург (1562 – 1607) и съпругата му принцеса Мария Елизабет фон Пфалц-Цвайбрюкен-Нойбург (1561 – 1629) от фамилията Вителсбахи, дъщеря на пфалцграф и херцог Волфганг фон Пфалц-Цвайбрюкен и Анна фон Хесен. Брат е на Фридрих X (1593 – 1631), граф на Лайнинген-Дагсбург-Харденбург.
Йохан Филип II умира на 15 май 1643 г. в Харденбург, Бад Дюркхайм на 55 години и е погребан в Дюркхайм.

## Фамилия
Йохан Филип II се жени на 1 януари 1620 г. в замък Харденбург за графиня Елизабет фон Лайнинген-Дагсбург-Фалкенбург (* 16 май 1586 в Дюркхайм; † 25 октомври 1623 в Харденбург), дъщеря на граф Емих XI фон Лайнинген-Дагсбург-Фалкенбург (1540 – 1593) и фрайин Урсула фон Флекенщайн (1553 – 1595). Те имат децата:
- Фридрих Емих (1621 – 1698), граф на Лайнинген-Дагсбург-Харденбург, женен на 10 февруари 1644 г. за графиня Сибила фон Валдек-Вилдунген (1619 – 1678)
- Йохан Филип III (1622 – 1666), граф на Лайнинген-Дагсбург-Емихсбург, женен I. на 5 февруари 1651 г. за графиня Агнес фон Валдек-Вилдунген (1618 – 1651), II. 1658 г. за графиня Елизабет Шарлота фон Золмс-Зоненвалде (1621 – 1660)
- Адолф Христиан (1623 – 1645), убит

Йохан Филип II се жени втори път на 23 октомври 1626 г. за вилд и Рейнграфиня Анна Юлиана фон Салм-Кирбург-Мьорхинген (* 1584; † 12 ноември 1640), дъщеря на за вилд и Рейнграф Ото I фон Залм-Кирбург, вилд-рейнграф цу Кирбург-Мьорхинген (1538 – 1607) и графиня Отилия фон Насау-Вайлбург (1546 – ок. 1610). Те имат една дъщеря:
- Анна Мария (1634 – 1637)

Йохан Филип II се жени трети път на 11 юни 1642 г. за графиня Анна Елизабет фон Йотинген-Йотинген (* 3 ноември 1603 в Йотинген; † 3 юни 1673 в Биркенфелд), вдовица на граф Готфрид Хайнрих фон Папенхайм (1594– 1632), дъщеря на граф Лудвиг Еберхард фон Йотинген-Йотинген (1577 – 1634) и графиня Маргарета фон Ербах (1576 – 1635). Бракът е бездетен. Тя се омъжва трети път на 8 март 1649 г. за пфалцграф Георг Вилхелм фон Биркенфелд (1591 – 1669).